# Léo Palacio
Léo Palacio, né Marius Jules Palacio à Oran en Algérie française le 12 avril 1913 et mort à Fenouillet le 26 octobre 2008, est un journaliste français.

## Biographie
Pupille de la Nation, il suit des études supérieures de lettres, d'espagnol et d'histoire de l'art hispano-mauresque. Il devient journaliste, correspondant de guerre en Espagne pour l'agence Keystone, du côté des forces républicaines, à l'âge de 23 ans. Mobilisé en 1939 dans un régiment d'artillerie, il est rapatrié en 1940 en Algérie.
Il s'engage dans la Résistance en 1941 à Oran. Il participe, dans la clandestinité, au débarquement américain du 8 novembre 1942. Il est alors nommé correspondant militaire pour le journal Combattant 44, destiné à l'armée française basée en Afrique du Nord. Il participe ensuite aux combats pour la Libération de la France. Il collabore à L'Écho d'Oran dès la fin de la Seconde Guerre mondiale, tout en assurant les fonctions de correspondant du quotidien Le Monde à Oran. Expulsé d'Algérie le 17 mars 1962, il entre alors au Monde où il achève sa carrière en tant que correspondant régional pour Midi-Pyrénées, le Pays basque et la Catalogne.

## Publications
- Espagne d'hier, d'aujourd'hui, de demain, Alger, Machado
- Le Dernier Atlante, Alger, Machado
- De la Tunisie au Tyrol, Oran, André Fouques
- Les Pieds-Noirs dans le monde, Paris, éditions John Didier, 1968
- 1936 : La Maldonne espagnole ou la Guerre d'Espagne comme répétition générale du deuxième conflit mondial, préface d'André Fontaine, Toulouse, Privat, 1986

## Distinctions
- Officier de la Légion d'honneur
- Médaillé militaire
- Commandeur de l’ordre national du Mérite à titre militaire
- Titulaire de la croix de guerre 1939-1945 avec palmes et étoiles
- Titulaire de la croix de la Valeur militaire avec étoiles
- Titulaire de la croix du combattant volontaire de la Résistance